# Prosperis Alba Kutatóközpont
A Prosperis Alba Kutatóközpontot Székesfehérvár Megyei Jogú Város közgyűlése alapította 2018-ban azzal a céllal, hogy Székesfehérvár fejlődése érdekében folytasson tudományos célú kutatásokat, készítsen helyzetértékeléseket, elemzéseket, valamint segítse egy szellemi-intellektuális közösség építését, munkájával előkészítve Székesfehérvár közgyűlésének urbanisztikai döntéseit.

## Működése
Az intézmény lerakta a következő évek tudományos működésének alapjait. Formális együttműködést alakított a városban működő, országosan is meghatározó felső oktatási intézményekkel, így a Budapesti Corvinus Egyetemmel, az Óbudai Egyetemmel.
Útjára indította tehetségkutató versenyét, a Szóval Győzni kommunikációs bajnokságot, amelynek nem titkolt célja, hogy létrehozzon a városban élő fiatalokból egy fókuszcsoportot, amely kezdeményezései és véleménye révén segíteni tudja Székesfehérvár vezetését döntéseinek meghozatalában.
A Magyar Városkutató Intézet bevonásával elkezdte feltérképezni Székesfehérvár meghatározó gazdasági szereplőinek igényét, felkészülve az Ipar 4.0-s "forradalomra", ami az információs technológia és az automatizálás egyre szorosabb együttműködését, illetve ezen keresztül a gyártási módszerek alapvető megváltozásának korát jelenti, különös tekintettel ennek a város társadalmára, különösen a munkaerőpiaci szegmensére gyakorolt hatását.
A kutatóközpont részt vett a Székesfehérváron rendezett konferencia szervezésében a népesedési világnap alkalmából, vizsgálva a város demográfiai mutatóinak alakulását.